# Джим Морита
Джим Морита — вымышленный персонаж, появляющийся в комиксах издательства  Marvel Comics.

## История публикации
Созданный Роем Томасом и Диком Айерс, Джим Морита впервые появился в Sgt. Fury and his Howling Commandos #38 (январь 1967).

## Вымышленная биография
Джим Морита-Японско-американский солдат во время Второй Мировой Войны. Морита-это Нисэи солдат, чья эскадрилья помогла сержанту Фьюри в Sgt. Fury and his Howling Commandos на нескольких миссиях. Его отряд был схвачен и отправлен в нацистский лагерь, но были разбиты на коммандос.

## Силы и способности
Джим Морита был обученным солдатом.

## Вне комиксов

### Фильм
- Персонаж Джим Морита был адаптирован для фильма «Первый мститель», которого сыграл актер Кеннет Чой, как член Воющих коммандос.[2]
- Фото Джима Морита был показан в фильме «Человек-паук: Возвращение домой», который стоял в шкафу у директора школы Питера Паркера. Директор школы видимо является внуком Джима Морита, его играет актер Кеннет Чой,сыгравший ранее.

### Телевидение
- Реприз его роли произошел во втором сезоне телесериала «Агенты Щ.И.Т.». В эпизоде «Тени»[3] он присутствует с Пегги Картер, когда Дэниел Уайтхолл арестован.

### Видеоигры
- Джим Морита появляется в игре Captain America:Super Soldier, озвученн Кеннетом Чойем.